# 库萨尔语
库萨尔语是一种主要在加纳东北部上東部大區東部使用的語言，大约有 121,000 人使用该语言。布吉納法索境內也有一小部分人說這種語言。該語言隸屬於大西洋-刚果语族。